# Aurora Fornoni Bernardini
Aurora Fornoni Bernardini (Domodossola, 8 de julho de 1941) é uma tradutora, romancista, pesquisadora e professora universitária de literatura na Universidade de São Paulo, notória por verter ao português do Brasil obras como "O deserto dos tártaros", de Dino Buzzatti, "O exército de cavalaria", de Isaac Babel (em parceria com Homero Freitas de Andrade) e "Indícios Flutuantes", de Marina Tsvetaeva. 
Em novembro de 2020, a Editora Kalinka anunciou a finalização de nova tradução de Aurora: "O diabo", de Marina Tsvetaeva, que reune parte de sua prosa biográfica escrita entre os anos de 1892 e 1941. Aqui, diferentemente das publicações da WMF Martins Fontes e da Editora Ayiné, optou-se por traduzir o sobrenome da autora como "Tsvetáieva".
Participou do "Coletivo Finnegans", grupo que, liderado por Dirce Waltrick do Amarante, traduziu "Finnegans Wake" - complexa e extensa obra de James Joyce. O nome escolhido para a edição brasileira foi "Finnegans Rivolta", publicada em 2022 pela editora Iluminuras. 
Ainda em 2022, foi uma das autoras dos ensaios publicados na coletânea "Depois do fim: conversas sobre literatura e antropoceno" (editora Instante), ao lado de autores como Itamar Vieira Jr., Maria Esther Maciel, Daniel Munduruku, Christian Dunker, Ana Rüsche, Fabiane Secches e Natalia Timerman, escrevendo um texto sobre literatura e ecocrítica. 